# الکسی کوروبینیکوف
الکسی کوروبینیکوف (انگلیسی: Oleksiy Korobeinikov; ۱۲ مهٔ ۱۹۷۸ – ۱۶ مهٔ ۲۰۱۴) ورزشکار ورزش دوگانه اهل اوکراین بود. او همچنین از ورزشکاران دوگانه در بازی‌های المپیک زمستانی ۲۰۰۶ بوده‌است.

## زندگی
کوروبینیکوف در آچینسک زاده شد.